# Germán Trajano Pavón Puente
Germán Trajano Pavón Puente (* 28. Oktober 1936 in Quito; † 22. Februar 2025 ebenda) war ein ecuadorianischer römisch-katholischer Geistlicher und Bischof von Ambato.

## Leben
Germán Trajano Pavón Puente empfing am 29. Juni 1960 die Priesterweihe für das Erzbistum Quito.
Papst Johannes Paul II. ernannte ihn am 28. Januar 1989 zum Bischof von Tulcán. Der Erzbischof von Quito, Antonio José González Zumárraga, spendete ihm am 25. Februar desselben Jahres die Bischofsweihe; Mitkonsekratoren waren Erzbischof Luigi Conti, Apostolischer Nuntius in Ecuador, und Bernardino Carlos Guillermo Honorato Echeverría Ruiz OFM, Erzbischof von Guayaquil. Im Jahre 2004, in der Zeit von der Versetzung von Bischof Miguel Angel Aguilar Miranda bis zur Amtseinführung von Bischof Ángel Polivio Sánchez Loaiza, war er Apostolischer Administrator des Bistums Guaranda.
Am 19. April 2001 wurde er zum Bischof von Ambato ernannt. Am 20. Januar 2015 nahm Papst Franziskus seinen altersbedingten Rücktritt an.